# Pirítós

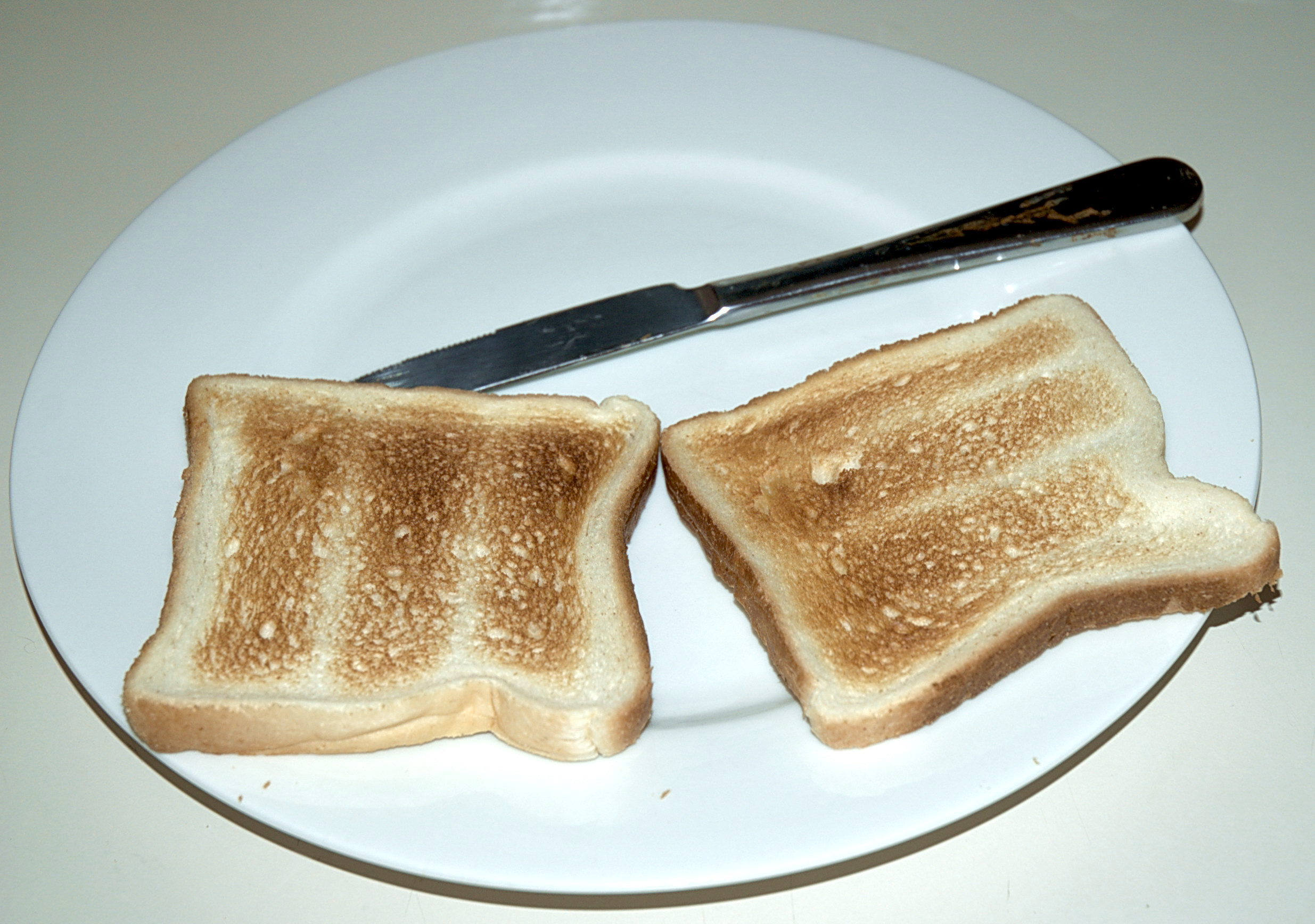
Két szelet pirítós

A pirítós vagy kétszersült olyan kenyér, amit megbarnítanak azáltal, hogy sugárzó hőnek teszik ki. A pirítástól a kenyér meg is keményedik egy kicsit és könnyebben elbírja a rátéteket (például könnyebb megkenni).

## Pirítási módok
A szokásos eszköz pirítós készítésére a kenyérpirító, amelybe csak be kell helyezni a kenyeret, majd lenyomni az oldalán található kapcsolót, mire a készülék belsejében adott - szabályozható - ideig egy elektromos szál izzásba jön, majd a beállított idő elteltével a pirítós magától kilökődik. Az első pirítóssütők csak a kenyér egyik oldalát pirították, a kenyeret tehát meg kellett fordítani. Pirítós készíthető még grillsütő segítségével, vagy vegyes tüzelésű kályha felső lapján is, sugárzólapból és tartórácsból álló kenyérpirítót gyártanak gáztűzhelyhez is.
Mivel a pirítós mindig szeletelt kenyérből készül, ezért több cég forgalmaz előre szeletelt kenyérmárkákat, amelyek közül némelyiket kimondottan pirítóskészítésre szánják. (Toast kenyér)

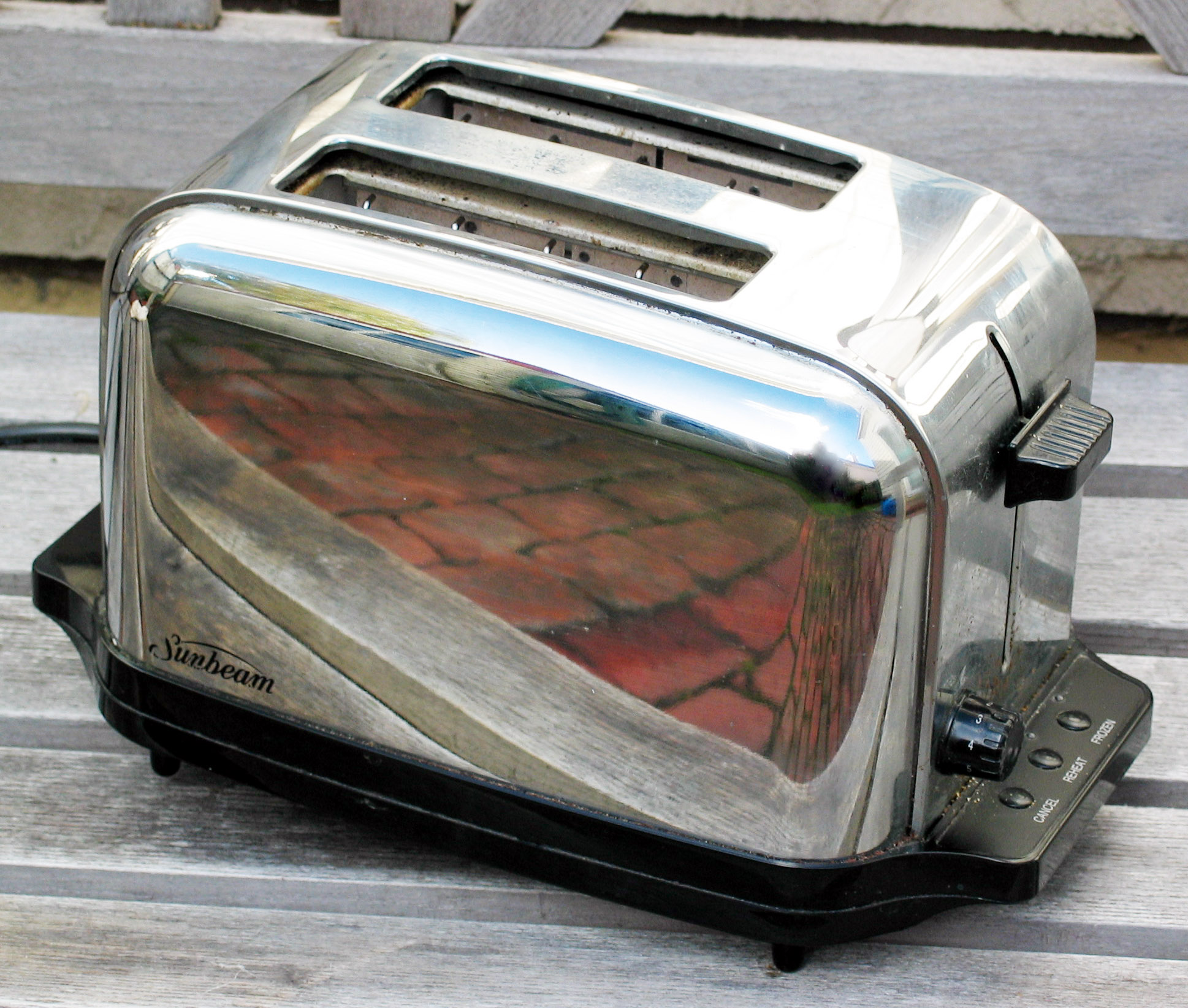
Klasszikus kétnyílásos pirítóssütő

## Előkészítés és felhasználás
A kenyér pirítását körültekintően kell végezni, nehogy odaégjen. A kenyeret nem lehet túl vékonyra vágni, és miután elkészült, azonnal ki kell venni, különben elszenesedik. Az elszenesedett részt késsel le kell kaparni a kenyérről, mert egyes kutatások szerint az elszenesedett rész elfogyasztása növeli a rákbetegség kockázatát.
A pirítóst általában zsírral, vajjal vagy margarinnal megkenve fogyasztják. Az angolok szívesen tesznek rá lekvárt is, mely készülhet narancsból vagy más gyümölcsből. Szendvicskészítésre is alkalmas.
A pirítás előtt apró kockákra vágott kenyeret crouton-nak hívják, és főként salátákba szokták keverni.

## Hagyományos, sparheltos pirítós
A pirítós a régi időkben leginkább sparhelton, vagy egyéb, fatüzelésű tűzhelyen készült. Természetesen ez a fajta pirítós elkészíthető kályha vagy rezsó segítségével is. Körültekintően kellett eljárni, hiszen ha a tűzhely a kelleténél jobban fel lett fűtve, akkor a kenyér odaégett. Viszont a sparheltos pirítóskészítés számos lehetőséget is biztosított, hogy a kenyeret az ízlésünknek megfelelően megpirítsuk. A sparhelt platnija (teteje) nem minden ponton volt egyformán meleg, így többféle módon lehetett kenyeret pirítani:
- az igazán forró részeken gyorsan pirult meg a kenyér, és ennek következtében a pirult, ropogós réteg vékony lett
- a platni kevésbé forró részén a kenyér lassabban pirult, és a ropogós réteg is vastag lett.
- ha hagyták jobban kihűlni a sparheltot, lehetett készíteni egész halványsárga pirítóst is vastag ropogós réteggel

Az ily módon készült pirítós akkor a legjobb, ha vastag, enyhén barnás, vastag ropogós réteggel rendelkezik, és ez a ropogós felület harmonizál kenyér puhán maradt részével.
Amikor a kenyeret a platnira ráhelyezzük, akkor az jó eséllyel odaragad. Ha ez megtörténik, akkor a kenyér megéghet, de mindenképp rossz minőségű felülete lesz az így piruló kenyérnek. Ennek elkerülése érdekében a kenyeret az első felhelyezés után gyorsan levesszük, megnézzük, hogy kezd-e érdes lenni a sülő felület, majd visszatesszük. Ezt többször ismételjük, egészen addig, amíg a sütendő kenyér felülete teljesen érdes, száraz nem lesz. Ekkor hagyhatjuk ott pirulni, így biztos nem fog odaragadni. 
A sütés után a fokhagymázás következik, ha a ropogós réteg jó vastag, akkor akár egy egész cikk fokhagymát is rá lehet dörzsölni a pirítós kemény felületére. Fokhagyma helyett lehet használni vöröshagymát, lilahagymát, medvehagymát is.
A fokhagymázás után a zsírozás következik. Általában sertészsírt szoktak felvinni a a pirítóskenyér felületére, de használhatunk helyette libazsírt, vajat, margarint. Zsír helyett akár tepertőt is lehet dörzsölni a ropogós, fokhagymás oldalhoz.
Lehet még egyéb dolgokat is rátenni, leginkább valamilyen sajt illik hozzá. A fokhagymás pirítós kifejezetten jól harmonizál a pálpusztai sajttal.
A reszelt sajttal felruházott fokhagymás pirítóst még betehetjük egy kicsit a sparhelt sütőjébe, hogy a sajt ráolvadjon. Így kapjuk a háromszorsültet.

### A Szárazkenyér feljavítása
A sparheltos módszer használható száraz kenyér feljavítására is. A száraz kenyérszeleteket a sparheltre helyezzük, amit vizes vászonnal letakarunk. Ha sülés közben a vászon megszárad, ismét vizezzük be. Ha a kenyérnek a száradáson kívül nincs más hibája, ezzel a módszerrel viszonylag jó minőségű pirítóskenyeret kapunk.

## Serpenyős pirítós
A serpenyős pirítós, ahogy a nevében is benne van, serpenyőben készül. A serpenyő alján vékony réteg zsírt olvasztunk fel, majd az olvadt, forró zsírba belehelyezzük a kenyeret. A kenyeret addig pirítjuk, amíg el nem éri a számunkra megfelelő pirulást.
Az így készült pirítós felülete zsíros, így csak vékonyabb rétegben tudjuk felvinni a fokhagymát. Ízesítésre más lehetőség is van, hiszen a serpenyőben nem csak zsír olvasztható, hanem szalonna, hagymás szalonna, hagymás zsír. Természetesen étolaj, margarin is tehető a serpenyőbe.

## Egyéb megjegyzések
- A francia pirítós valójában nem pirítós, hanem tojásba forgatott és úgy megsütött bundáskenyér.